# Snooky Young
Eugene Edward “Snooky" Young dit Snooky Young (né à Dayton (Ohio), le 3 février 1919 et mort le 11 mai 2011) est un trompettiste de jazz américain.

## Biographie
Snooky Young commence sa carrière dans les années 1930 chez le pianiste Eddie Heywood Sr. Il est premier trompettiste de l'orchestre de Jimmie Lunceford de 1939 à 1942. Il joue entre autres avec Count Basie et Lionel Hampton et est membre du big band de Thad Jones et Mel Lewis, le Thad Jones/Mel Lewis Orchestra, dès sa création. Son engagement le plus long est avec la NBC, où comme trompettiste de studio il rejoint le "Tonight Show Band" en 1967 et y reste jusqu'en 1992, quand l'orchestre est remplacé par un nouveau, plus petit. Il continue à jouer à Los Angeles en Californie.

## Son style
Snooky Young est connu pour sa maîtrise de la sourdine avec laquelle il est capable de créer une large étendue de sons. Parfait trompettiste de grand orchestre, il est aussi un remarquable soliste.

## Récompenses
- National Endowment for the Arts - NEA Jazz Master : nomination et récompensé en qualité de Jazz Master en 2009[2] (N.B. : la plus prestigieuse récompense de la nation américaine en matière de jazz).

## Discographie
- Uptown Blues  avec Jimmie Lunceford, 1939
- Siesta at the Fiesta  avec Jimmie Lunceford, 1941
- Pensive Miss  avec Count Basie, 1958
- The Atomic Mr. Basie, 1958
- Chairman of the Board, 1959
- Basie Land, 1964

Snooky Young a enregistré trois albums sous son nom dont un (Horn of Plenty en 1979) comme unique leader.